# Мирное (Акимовский район)
Ми́рное (укр. Мирне; до 1965 г. Алекса́ндровка, до 2016 г. Ле́нинское) — село Радивоновского сельского совета Акимовского района Запорожской области Украины.
Население по переписи 2001 года составляло 609 человек.

## Географическое положение
Мирное расположено на левом берегу реки Тащенак, в 3 км к западу от Молочного лимана.
К западу от села проходит автомагистраль Харьков—Симферополь, с которой Мирное соединено асфальтированным шоссе длиной 4 км. Другое асфальтированное шоссе длиной 4 км ведёт на юг от Мирного в центр сельского совета Радивоновку. На север от Мирного отходит грунтовая дорога длиной 2 км в Данило-Ивановку, на восток — грунтовая дорога длиной 3 км в Тимофеевку и к Молочному лиману.

## История
Село было основано в 1868 году под названием Александровка. До революции входило в состав Акимовской волости Мелитопольского уезда. В 1892 году в Александровке насчитывалось 245 жителей, в 1900 году — уже 532 жителя. За селом было закреплено 2169,25 десятин (23,7 км²) земли
После Октябрьской революции в Александровке и расположенном по соседству немецком хуторе Эльбинк была организована коммуна.
В годы войны Александровка состояла из одной улицы длиной 1 км, проходившей параллельно дороге из Данило-Ивановки в Радивоновку.
В октябре 1943 года через Мирное и Радивоновку проходила немецкая линия обороны, и лишь ценой больших потерь в 20-х числах октября советским войскам удалось её преодолеть. Число солдат, павших в боях за Мирное, превышает даже нынешнее число жителей села.
Название Ленинское село получило в 1965 году.
С августа 2011 года велись работы по прокладке газа в село, и 6 сентября 2012 года газ был пущен.

## Объекты социальной сферы
- Школа. Ленинская общеобразовательная школа I—III ступеней расположена по адресу ул. Ленина, 77. В школе 11 классов, 69 учеников и 30 сотрудников[11]. С 2002 года директором школы является Коников Алексей Григорьевич[12]. Корпус, в котором школа находится в настоящее время, начал строиться в 1964 году и открылся в 1969 году[13].
- Дом культуры. В настоящее время не работает. Тем не менее, работа его творческих коллективов продолжается[14].
- Отделение связи, ул. Коммунаров 1.[15]

## Достопримечательности
В Мирном находится братская могила, в которой похоронено более тысячи советских воинов, погибших при прорыве немецкой линии обороны, проходившей через село. Перед домом культуры установлен бюст В. И. Ленина.
В 3 км от села расположен Молочный лиман. Раньше его побережье было популярным местом отдыха, однако после обмеления лимана перестало привлекать отдыхающих.